# Каддари, Далия
Далия Каддари (итал. Dalia Kaddari; род. 23 марта 2001, Кальяри) — итальянская легкоатлетка, выступающая в спринте (60, 100, 200 метров). В сборной Италии с 2017 года, бронзовый призёр чемпионата Европы 2022 года, обладательница серебряной медали юношеских Олимпийских игр в Буэнос-Айресе, чемпионка Европы среди молодёжи, победительница и призёр первенств национального значения, участница летних Олимпийских игр в Токио.

## Биография
Далия Каддари родилась 23 марта 2001 года в городе Кальяри, Сардиния, в семье отца-марокканца и матери-итальянки.
Занималась лёгкой атлетикой в клубах Fiamme Oro и As Tespiense Quartu, проходила подготовку под руководством тренера Фабрицио Фанни.
Впервые заявила о себе на международном уровне в сезоне 2017 года, когда вошла в состав итальянской национальной сборной и выступила на юниорском европейском первенстве в Гроссето, где в беге на 200 метров дошла до стадии полуфиналов.
В 2018 году в той же дисциплине стала четвёртой на юношеском европейском первенстве в Дьёре и завоевала серебряную медаль на юношеских Олимпийских играх в Буэнос-Айресе.
На юниорском европейском первенстве 2019 года в Буросе в финале 200 метров финишировала шестой.
В августе 2020 года одержала победу на чемпионате Италии в Падуе, превзойдя всех соперниц на дистанции 200 метров.
В 2021 году на соревнованиях в Роверето защитила звание чемпионки Италии, получила серебро на командном чемпионате Европы в Хожуве, с личным рекордом 22,64 победила на молодёжном европейском первенстве в Таллине. Занимая высокую позицию в мировом рейтинге, удостоилась права защищать честь страны на летних Олимпийских играх в Токио — в программе бега на 200 метров сумела дойти до стадии полуфиналов, где с результатом 23,41 финишировала восьмой.
На чемпионате мира 2022 года была единственной итальянкой, выступавшей на дистанции 200 метров. В полуфинал вышла с результатом 22,75, но там показала только 19-е время (22,86) и не сумела выйти в финал. В эстафете 4×100 метров бежала и на предварительном этапе, и в финале, где итальянки заняли последнее восьмое место (42,92).
На чемпионате Европы 2022 года в Мюнхене стала бронзовым призёром в эстафете 4×100 метров. На 200-метровке в финале заняла седьмое место (23,19), хотя в полуфинале пробежала немного быстрее (23,06).
Болеет за футбольный клуб «Кальяри».